# Earl Felton
Earl Felton est un scénariste américain, né le 16 octobre 1909 à Sandusky (Ohio) et décédé le 2 mai 1972 à Studio-City, Los Angeles (États-Unis).

## Biographie
Dès son jeune âge, il est victime de la poliomyélite et perd l'usage de ses jambes. Il refusa, toute sa vie, de se servir d'une chaise roulante et ne se déplaça qu'à l'aide de béquilles ou de cannes.
Il fut l'un des collaborateurs attitrés de Richard Fleischer, durant la première période du cinéaste.
Le 2 mai 1972, dans les studios, il se suicida en se tirant une balle dans la tête.

## Filmographie
- 1936 : Freshman Love (en) de William C. McGann
- 1936 : Man Hunt de William Clemens (histoire)
- 1936 : Bengal Tiger de Louis King
- 1936 : The Captain's Kid de Nick Grinde (histoire)
- 1937 : Bad Guy d'Edward L. Cahn
- 1938 : Alerte au bagne (Prison Nurse) de James Cruze
- 1938 : The Night Hawk de Sidney Salkow
- 1938 : Deux Camarades (Orphans of the Street) de John H. Auer
- 1939 : Society Smugglers de Joe May
- 1939 : Smuggled Cargo de John H. Auer et Michael Jacoby
- 1939 : Sous faux pavillon (Calling All Marines) de John H. Auer
- 1940 : The Lone Wolf Keeps a Date de Sidney Salkow
- 1941 : The Lone Wolf Takes a Chance de Sidney Salkow
- 1941 : World Premiere de Ted Tetzlaff
- 1941 : The Pittsburgh Kid de Jack Townley
- 1941 : Sierra Sue (en) de William Morgan
- 1942 : Sunset Serenade de Joseph Kane
- 1942 : Heart of the Golden West (en) de Joseph Kane
- 1944 : My Best Gal d'Anthony Mann
- 1945 : Oublions le passé (Pardon My Past) de Leslie Fenton
- 1946 : Criminal Court de Robert Wise (histoire)
- 1948 : Tam-tam sur l'Amazone (Angel on the Amazon) de John H. Auer (histoire)
- 1949 : Mam'zelle mitraillette (The Beautiful Blonde from Bashful Bend) de Preston Sturges
- 1949 : Le Traquenard (Trapped) de Richard Fleischer
- 1950 : Armored Car Robbery de Richard Fleischer
- 1951 : Fini de rire (His Kind of Woman) de John Farrow
- 1952 : Scandale à Las Vegas (The Las Vegas Story) de Robert Stevenson
- 1952 : L'Énigme du Chicago Express (The Narrow Margin) de Richard Fleischer
- 1952 : Sacré printemps... (The Happy Time) de Richard Fleischer
- 1954 : Vingt Mille Lieues sous les mers (20000 Leagues under the Sea) de Richard Fleischer
- 1955 : Les Maraudeurs (en) (The Marauders) de Gerald Mayer
- 1955 : Les Années sauvages (The Rawhide Years) de Rudolph Maté
- 1956 : Bandido caballero (Bandido) de Richard Fleischer
- 1957 : Orgueil et Passion (The Pride and the Passion) de Stanley Kramer
- 1959 : Les Aventuriers du Kilimandjaro (Killers of Kilimanjaro) de Richard Thorpe
- 1990 : Le Seul Témoin (Narrow Margin) de Peter Hyams, d'après son scénario de 1952